# 感官分析

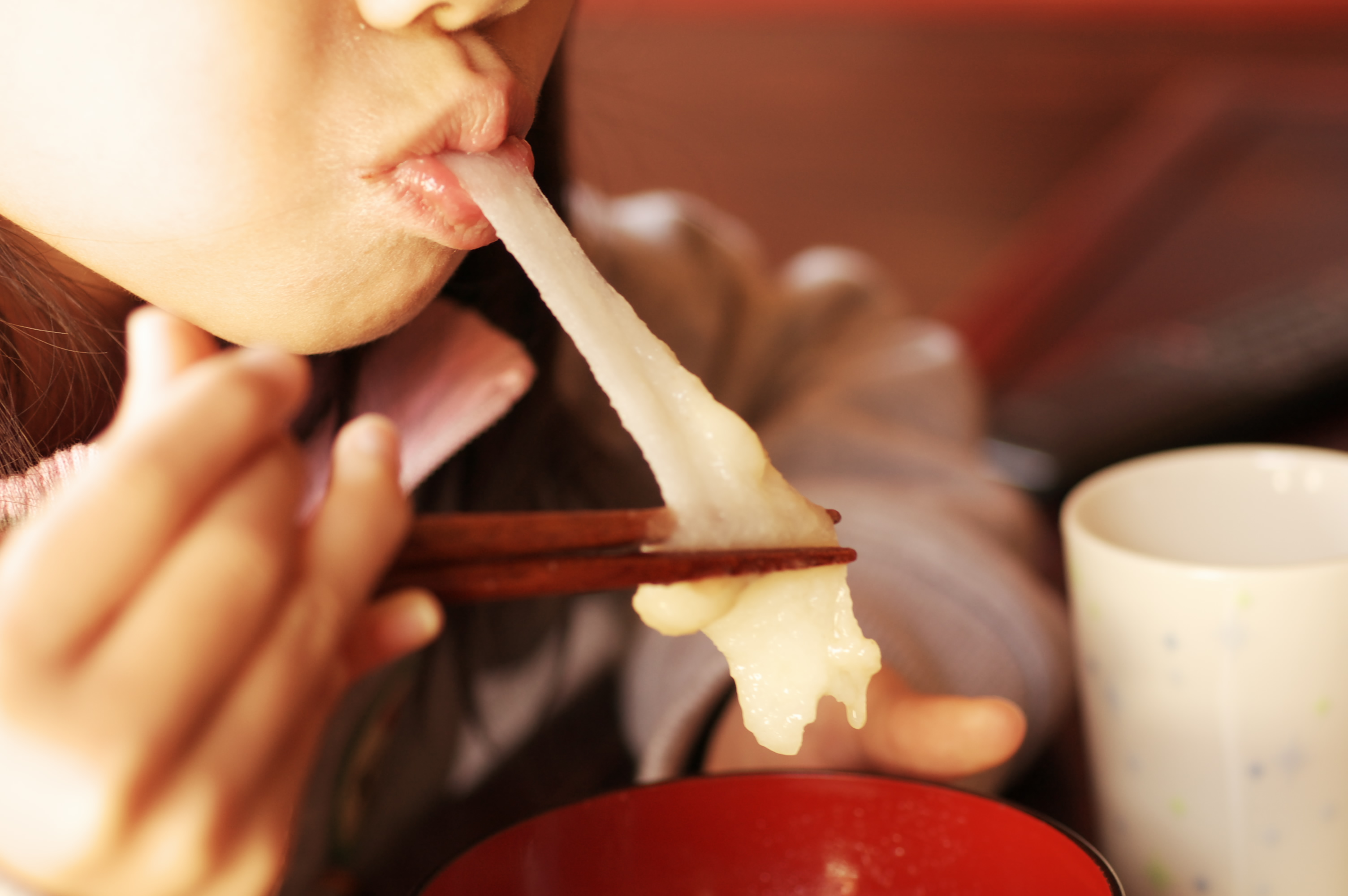
感官分析在食品行业得到较早应用。尽管人们一般只会注意食品的味道，但感官分析会包含人们对食品感观的每一个方面。

感官分析（Sensory analysis，或称感官评价），是一个将实验设计和统计分析技术应用于人类的感官（视觉，听觉，嗅觉，味觉，触觉）的一个科学学科，目的在于评估消费品。该学科需要测试产品并记录反馈的评估员进行小组座谈。通过对结果应用统计技术可能会获得潜藏于结果之下的推论和信息。大多数大的消费品公司都会有负责感官分析的部分。

## 过程
感官分析主要可以分成三个部分：
- 效果测试（Effective testing，处理产品的客观事实）
- 感情测试（Affective testing，处理产品的主观事实，如偏好）
- 知觉分析（Perception，感官的生化与心理方面）

### 效果测试
这种测试关注于提取产品的客观事实，包括基本的辨识测试（例如两个或多个产品之间是否有区别）、描述分析（Descriptive profiling，例如两个或多个产品的特征是什么）等。这种测试通常需要一个经过训练的座谈小组。
收集和统计感官数据的方法包括自由选择分析、泛用型普氏分析 等。

### 感情测试
感情测试又被称为顾客测试，这种测试关注于获取主观数据，或者说产品被接受的程度。通常该测试需要一个超过50位由未经训练的普通人组成的座谈小组，尽管小一点的焦点小组也可以获得产品的一些潜藏信息。 测试的内容包括普通的比较测试（如甲和乙喜欢哪个）、关于个体特征接受重要度的框架式询问。

### 知觉分析
知觉分析牵涉了和人的感官相关的生化与心理学理论。只有理解其中的机制方能解释为何人们偏好某些特征而非其他。
描述分析作为感官科学的一个重要分支被广泛应用于搜集人们对于食物、化妆品、着装等对象的感官见解。一个典型的描述分析过程从招聘评估小组成员开始，根据研究对象产品不同，小组成员可以是经过特定训练的专家，也可以是不明真相的消费者。一般来说，描述分析最少需要5个专家，或者更多的普通消费者。感官实验必须按照标准化的技术和评估前经过设计的流程来执行。在实验之后，对实验获得结果的分析演绎通常需要统计分析。
消费者测试包含让潜在产品消费者通过投票评价不同产品和少量项目。

## 参看
- 感官设计
- 工业设计
- 心理学
- 生物化学
- 统计分析
- 食品工程
- ICS 67.240 Sensory analysis （页面存档备份，存于） - A series of ISO standards
- Sensory science Glossary （页面存档备份，存于）
- （页面存档备份，存于） - Sensory evaluation practice (the bible for sensory analysis)